# Belle Haven (comté d'Accomack)
Pour les articles homonymes, voir Belle Haven.
Belle Haven est une municipalité américaine principalement située dans le comté d'Accomack en Virginie.
La localité est fondée au XVIIIe siècle par M. Bell, qui y construisit une maison et un four (Bell's Oven) sur une route pour les diligences. 
Selon le recensement de 2010, Belle Haven compte 532 habitants. La municipalité s'étend sur 1,57 mille carré (4,07 km2), dont une partie se trouve dans le comté voisin de Northampton : 70 habitants sur 0,27 mille carré (0,7 km2).